# Jinín
Jinín (en allemand : Jinin) est une commune du district de Strakonice, dans la région de Bohême-du-Sud, en République tchèque. Sa population s'élevait à 205 habitants en 2020.

## Géographie
Jinín se trouve à 7 km au sud-est de Strakonice, à 46 km au nord-ouest de České Budějovice et à 100 km au sud-sud-ouest de Prague.
La commune est limitée par Čejetice au nord, par Cehnice à l'est, par Třešovice au sud, par Miloňovice à l'ouest et par Nebřehovice au nord-ouest.

## Histoire
La première mention écrite du village date de 1279.

## Patrimoine

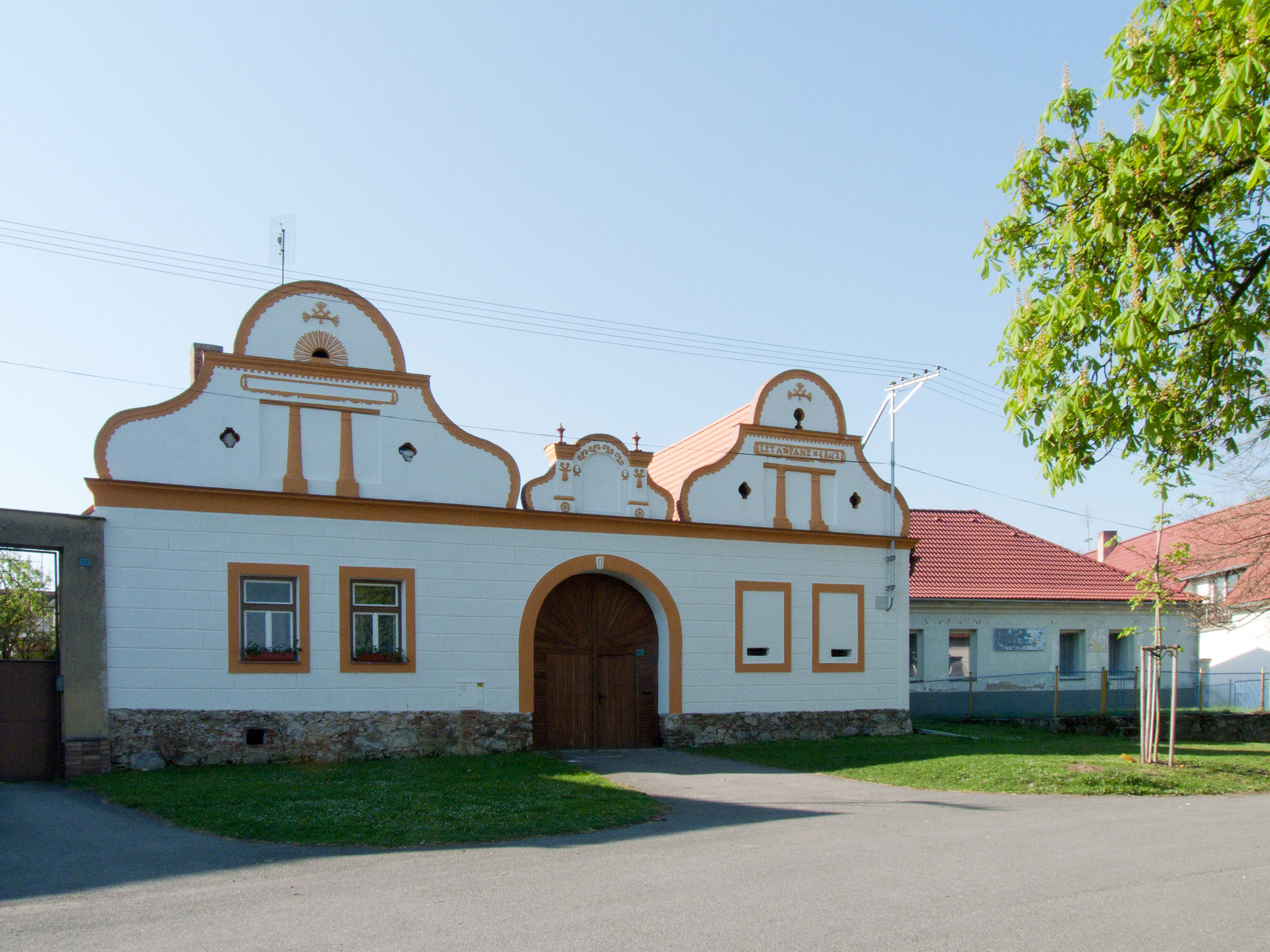
Bel exemple d'architecture dite Selské baroko, datée de 1842.